# مرتضى لطفي
مرتضى لطفي (بالفارسية: مرتضی لطفی)  هو سياسي إصلاحي إيراني خدم كعضو في مجلس طهران . وهو أيضًا عضو في حزب العمل الإسلامي.